# Narikot
Narikot (nepalski: नारीकोट) – gaun wikas samiti w zachodniej części Nepalu w strefie Rapti w dystrykcie Pyuthan. Według nepalskiego spisu powszechnego z 2001 roku liczył on 602 gospodarstw domowych i 3144 mieszkańców (1697 kobiet i 1447 mężczyzn).